# 個案教學法
個案教學法（亦稱案例教學法，英語:Case method）是一種由美國哈佛大學法學院
教授Christopher Columbus Langdell
所研擬出；當前管理學界、政府部門 乃至於企業大學所經常使用的教學方法。
個案教學法包含了對企業管理碩士（MBA）等學子提供一則經典實例，使學員得以處於決策者般的情境審視、分析並擬定個案的處理方針 (Hammond 1976)。
達致最佳成效的方式為：富有工作經驗的學生與能居中串起並能扮演輔導角色的教授，共同在課堂上討論。宗旨為『搭建起實務與理論的好橋樑』；至今已推廣為一種大量使用於商學院的教學方式。美國哈佛大學在這方面有相當獨到的教學研究成果以改善個案教學法的流程和成效。目前全世界的商學院的工商管理碩士學位學程中，唯有哈佛商學院、維吉尼亞達登商學院以及納瓦拉IESE商學院全採個案教學法的方式授課。
近年來，國內部分大學亦引進該方法，甚至部分大學還舉辦各種類型的個案比賽，以期學子思考分析，做為未來策略分析的基礎。

## 個案教學的推廣

### 起源於哈佛法學院
哈佛法學院院長19世紀創立個案教學於法學院應用時，乃基於研討法律實務，而非研究抽象理論，因為英美法系內容包含許多缺乏統一理論的判例，至今英美法律教育仍維持這傳統。
個案教學後來於實際教學的過程中，哈佛法學院的教授們進而將經典的法律案例中，最關鍵的章節粹取出來並將之重編，學生須於課前將各項要素了然於胸，以便課堂中與教授交換個人意見；教授則以了解學生是否已能自個案中，判斷和明瞭正確的法律知識為重。若有意見不同之處，則相對將成為探討的重點，即不一定正確。

### 哈佛商、醫學院援引為教學
許多的法律案例之所以經典，乃由於判例爾後成為建立新法規的源頭，而這些法規後來與商業、貿易、醫療等息息相關，因此由哈佛的商學院與醫學院進一步發展並推廣開來。然而個案教學法的成效則基於兩項前提：其一，它需要學生對第一手資料有充分的認識；其二，它需要學生踴躍發言、於課堂中對話，而非由教授單向對學子講課。

### 題材廣泛 內容實際
自哈佛大學法學院研擬出個案教學法之後的一百多年來，許多大學和商学院皆使用案例教学法於商科大学生与研究生的教学。由於個案教學甚著重具代表性的實際案例，因此題材來源和內容要素亦甚廣泛，所用之工商业案例皆佐有數據和部份受訪人的資料。案例內所包含的內容有：组织机构、公司产品與服務、市场動態、竞争者態勢、销售量和成本支出、營運項目和近況、财务结构、內部管理、外在影響、人员关系、企業文化以及其他一些影响公司经营的重要因素。但個案本身則無涉企業未發表的產品或服務之機密，而是敦促學子在討論之餘，想方設法為個案所論及之公司尋求出更佳的發展或突破之道。
包括哈佛商学院、欧洲工商管理学院以及其他著名的学术机构所出版的管理案例為全球各地的商学院所经常使用。在哈佛商学院出版近4万个管理案例中，知名度最高、购买频率最高的案例是林肯电气与谷歌（Google）。
学生即因此需要針对內容所及之数据和信息进行分析并讨论，然后找出最佳與次佳、能解决问题的战略与战术予企业。重點是训练学生的战略思想、思维模式和实际处理问题的能力，亦即：案例教学法考察的重点不在是否能给出標準答案，而在于得出结论的思考模式和思考过程。

### 運用方式多元
在实际教学的实践当中，案例教学法一般有以下三种運用方式：
1. 个别问题提问法－一种小型案例的学习法，一般適用于本科生教学，这种教学方法是基于：本科生需要有明确的指导方向才能分析案例。
2. 解题分析法－首先由哈佛商学院使用，亦為目前MBA与高级经理人发展课程（Executive Development Programs）最常使用的一种教学方式，理念是：當学生已有足够的实践（经过成百的案例分析训练和實際經驗），应该接著训练学生分析和解决企业经营中较为复杂问题的技巧。詳情請点击此處 （页面存档备份，存于）以了解更多哈佛商学院的案例教学法。
3. 战略规划法－此一方法不求学生分析上百件个案，而是根據個案而套用战略规划模型。学生需要在一個学期内，在教授的指导下完成6至12个案例模型的步骤模拟分析。其中主要採用此類模型。[7]。这种方法足够培养学生的分析和解决复杂问题的能力，並能在一系列可行的解决方案擇定出最佳方案。

## 個案的形成
1. 早期的案例是非常简单的，一些新闻报道、法律文件、业务报告等皆曾為商學院援為案例、用于课堂讨论。由於有效解决现实问题是企业管理者的必备技能，因此將现实问题取之予未来的管理者们隨堂分析与讨论，是一种相當合适的做法。
2. 在哈佛商学院成立之初，学院发现圖書館或資料庫內並未有合适的案例作为本科商科的教材，他们解决这个问题的方法就是：采访一些企业家，商请他们写下本企业在经营管理中所遇到的问题、歷程与相關數據，允許校方组织商学生阅读这些經匯集過的资料，然后邀请該企业家来主持相应的案例讨论课程，好共同尋求解决企业问题的办法。目前，这种方法一直被沿用。详细事例，请点击此處[8]進一步了解。

此外亦有個案寫作方面的競賽以決選出當期或當年的「最佳個案」以提升個案教學的品質。有些高等教育機構如哈佛大學與INSEAD對個案研究與教學已累積了豐碩的成果，並於質量和數量上頻頻獲獎，目前居於領先地位。

## 外部連結
- ECCH （页面存档备份，存于）（歐洲提倡個案教學的學術機構）
- 英國《The Times 100》商學管理個案網站
- MBAtics：MBA的職場挑戰與未來－從個案教學法談起 （页面存档备份，存于）
- 個案教學教師工作坊[]